# Port supérieur de Pouchergues
Ne doit pas être confondu avec Col de Pouchergues.
Le port supérieur de Pouchergues ou port de Gias (en espagnol puerto de Gías ou de Puxebres) est un col de montagne pédestre des Pyrénées s'élevant à 2 921 ou 2 927 mètres d'altitude entre le département français des Hautes-Pyrénées et la province de Huesca. Il relie le vallon d'Aygues Tortes au nord-ouest à la vallée de Bénasque au sud-est.
Il est situé sur la frontière franco-espagnole.

## Toponymie
Le mot port signifie en gascon « porte » ou « col », c'est le pendant de puerto en espagnol. Pouchergues ; du gascon porcinglas (latin porcilia), « lieux où on élève les porcs ». Son nom occitan est Pochergues.

## Géographie
Le port supérieur de Pouchergues est situé entre les pics de Clarabide au sud-ouest et le pic des Gourgs Blancs (3 128 m) au nord-est. Il surplombe au nord-ouest le lac de Clarabide (2 648 m).

## Protection environnementale
Le col fait partie d'une zone naturelle protégée, classée ZNIEFF de type 2 : vallée du Louron.

## Voies d'accès
Pour atteindre le col par le versant français au nord, au départ du pont de Prat à la centrale hydro-électrique de Tramezaygues, il faut traverser les gorges de Clarabide par un chemin très escarpé jusqu'à la construction d'un chemin plus sûr construit par les Ponts et Chaussées, et rejoindre le refuge de la Soula. De là prendre le sentier le long de la Neste de Clarabide en direction du lac de Pouchergues puis le lac de Clarabide.